# Provinciaal Museum voor Moderne Kunst

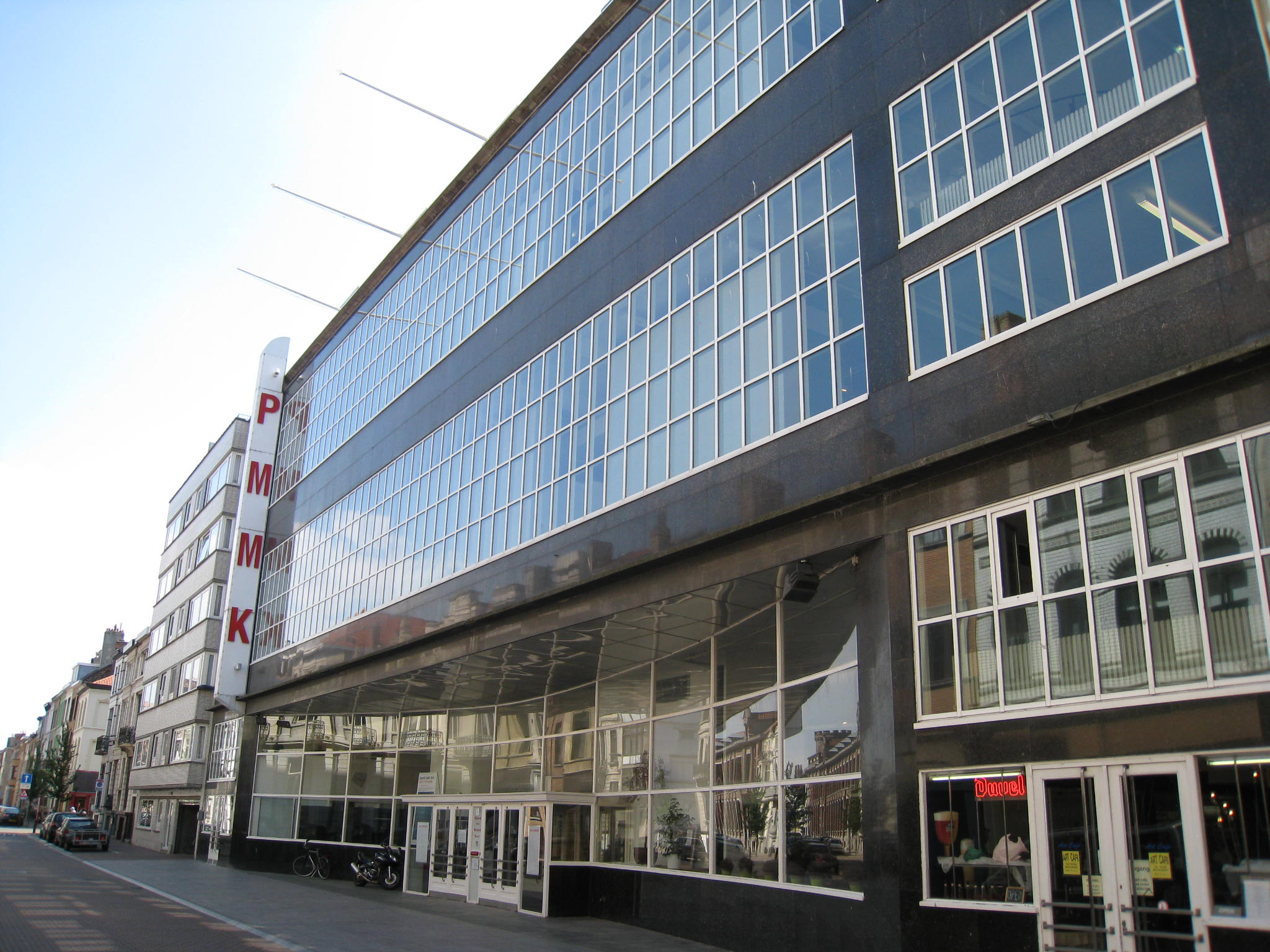
PMMK te Oostende

Het Provinciaal museum voor moderne kunst (PMMK) was een museum in Oostende. Het museum huisvestte een kunstverzameling van voornamelijk Belgische kunstenaars uit de 20e en 21e eeuw en bood zo een overzicht van de kunst in België van de vroege twintigste eeuw tot in de eenentwintigste eeuw.

## Geschiedenis
Het gebouw was gelegen in de Romestraat. Het werd in 1947 ontworpen door de modernistische architect Gaston Eysselinck voor het grootwarenhuis van de verbruikerscoöperatieve Spaarzaamheid Economie Oostende (1892-1981) die evenwel in 1981 failliet ging. De provincie West-Vlaanderen verwierf het gebouw en het kreeg na enkele aanpassingen een tweede leven als museum. Het Provinciebestuur opende met o.a. de collectie van het Provinciaal Museum voor Moderne Kunst, voorheen gevestigd te Ieper, het nieuwe museum in 1986 met een Permeke-retrospectieve naar aanleiding van het honderdste geboortejaar van Constant Permeke.
Sinds 2007 was Phillip Van de Bossche conservator van het museum. Hij volgde medestichter en eerste conservator Willy Van den Bussche (1942-2013) op. Samen met het Museum voor Schone Kunsten van de stad Oostende werd  tegen einde 2008, de oprichting voor van een nieuw museum uitgewerkt, dat beide collecties samenbracht en zich richt op de Belgische kunst van 1830 tot nu. Het nieuwe fusie-museum kreeg de naam Kunstmuseum aan Zee of kortweg Mu.Zee. Hierna hield het PMMK op te bestaan.

## Collectie
Het museum beschikte over werken van onder meer:
- James Ensor en Léon Spilliaert
- Vlaamse expressionisten uit de Latemse Scholen zoals Albert Servaes, Constant Permeke, Frits Van den Berghe en Gust De Smet
- Vroege Belgische abstracten zoals Joseph Lacasse, Jozef Peeters, Victor Servranckx en Georges Vantongerloo
- Surrealisme van René Magritte, Paul Delvaux en Marcel Mariën
- Postexpressionisme van Henri-Victor Wolvens, Paul Maas en Armand Vanderlick
- De groep La Jeune Peinture Belge met Jean Brusselmans, Louis Van Lint, Gaston Bertrand en Marc Mendelson
- De Cobrabeweging met Christian Dotremont, Maurice Wyckaert, Pierre Alechinsky en Wout Hoeboer
- De figuratieve kunststroming de Nieuwe visie met Roger Raveel, Etienne Elias, Raoul De Keyser en Reinier Lucassen
- Conceptuele kunst van Marcel Broodthaers en de reactie daarop kunstenaars als Fred Bervoets, Wilfried Pas en Pjeroo Roobjee
- De Belgische Nieuwe Wilden met Philippe Vandenbergh, Fik Van Gestel, Philip Bouttens, Frans Gentils, Robert Devriendt en Rik Vermeersch
- Videokunst van Marie-Jo Lafontaine